# هندسه فضایی

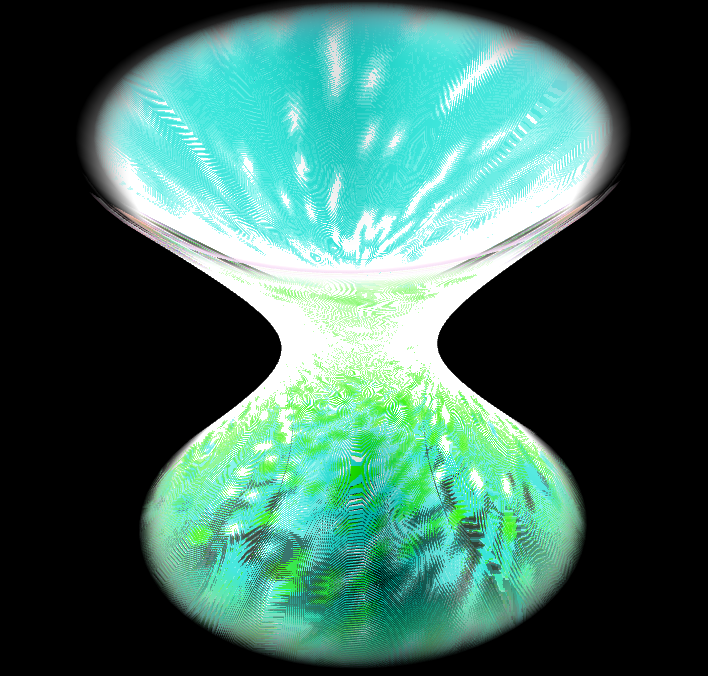
هذلولی‌گون یکپارچه

هندسهٔ فضایی (Solid geometry) به هندسهٔ اقلیدسی در فضای سه بعدی گفته می‌شود. فضایی که در آن جدا از طول و عرض، ارتفاع نیز وجود دارد. هندسهٔ فضایی تا حدود زیادی نیاز به تصور بالا دارد. کل جهان اطراف ما به صورت سه بعدی و فضایی است. هر حجمی را که می‌شناسید باید ویژگی‌هایش در مبحث هندسهٔ فضایی محاسبه شود. اشکالی چون کره، مخروط، استوانه، و هرم از این دسته هستند.
هندسه فضایی یکی از شاخه‌های مهم و پایه‌ای علم
ریاضیات است که به بررسی و مطالعه اشکال و ساختارهای سه‌بعدی می‌پردازد. در این نوع هندسه، علاوه بر دو بُعد طول و عرض که در هندسه مسطحه مورد بررسی قرار می‌گیرد، بُعد سوم یعنی ارتفاع نیز مورد توجه قرار می‌گیرد. به عبارت دیگر، در هندسه فضایی، اشیاء و شکل‌ها دارای حجم و عمق می‌شوند و به شکل‌های سه‌بعدی تبدیل می‌شوند.
از دیدگاه کاربردی، هندسه فضایی نقش بسیار مهمی در زندگی روزمره و علوم مختلف دارد. به عنوان مثال، تمام اشیاء اطراف ما در دنیای واقعی به صورت سه‌بعدی وجود دارند. ساختمان‌ها، خودروها، اجسام طبیعی مثل درختان و کوه‌ها و حتی بدن انسان همگی دارای سه بُعد هستند. بنابراین، فهمیدن اصول هندسه فضایی برای درک بهتر جهان پیرامونمان ضروری است.
اشکال سه‌بعدی شامل مجموعه‌ای متنوع از اجسام می‌شوند که هر یک ویژگی‌ها و خصوصیات خاص خود را دارند. از جمله مهم‌ترین این اشکال می‌توان به کره، مخروط، استوانه و هرم اشاره کرد. هر یک از این اشکال در هندسه فضایی دارای خواص و ویژگی‌های منحصر به فردی هستند که درک و شناخت آنها به ما کمک می‌کند تا بهتر بتوانیم با جهان سه‌بعدی اطرافمان تعامل کنیم.
کره یکی از ساده‌ترین و در عین حال پیچیده‌ترین اشکال سه‌بعدی است. این شکل هندسی دارای سطحی هموار و متقارن است که همه نقاط آن از مرکز کره فاصله‌ای برابر دارند. کره‌ها در طبیعت و علم فیزیک بسیار پرکاربرد هستند. به عنوان مثال، سیارات، مولکول‌ها و حتی قطرات آب در شکل کره‌ای هستند.
مخروط نیز یکی دیگر از اشکال پایه در هندسه فضایی است. این شکل دارای یک قاعده دایره‌ای و یک نوک یا رأس است. مخروط‌ها در بسیاری از کاربردهای عملی مورد استفاده قرار می‌گیرند؛ از ترافیک و ساخت و ساز تا ابزارهای علمی و فنی. مخروط‌ها به دلیل ساختار خاص خود می‌توانند به راحتی نیرو و وزن را توزیع کنند و بنابراین در مهندسی و معماری بسیار مورد توجه قرار می‌گیرند.
استوانه نیز از جمله اشکال سه‌بعدی متداول است که دارای دو قاعده دایره‌ای موازی و یک بدنه استوانه‌ای است. این شکل در زندگی روزمره و صنایع مختلف بسیار مورد استفاده قرار می‌گیرد. به عنوان مثال، قوطی‌های نوشیدنی، لوله‌ها و بسیاری از اجسام دیگر به شکل استوانه هستند. استوانه‌ها به دلیل داشتن سطح جانبی صاف و قاعده‌های متوازی به راحتی می‌توانند روی هم قرار گیرند و بنابراین در بسته‌بندی و ذخیره‌سازی بسیار مفید هستند.
هرم نیز یکی دیگر از اشکال مهم در هندسه فضایی است. این شکل دارای یک قاعده چند ضلعی و وجه‌های مثلثی است که در رأس هرم به هم می‌رسند. اهرام مصر به عنوان یکی از مشهورترین نمونه‌های هرم در تاریخ و معماری جهان شناخته می‌شوند. هرم‌ها به دلیل ساختار خاص خود می‌توانند وزن زیادی را تحمل کنند و به همین دلیل در معماری‌های قدیمی و حتی مدرن بسیار مورد استفاده قرار می‌گیرند.
یکی از جذاب‌ترین و چالش‌برانگیزترین بخش‌های هندسه فضایی، تصور و تجسم اشکال سه‌بعدی است. برخلاف هندسه مسطحه که اشکال را می‌توان به راحتی روی یک صفحه دوبعدی رسم و تجسم کرد، اشکال سه‌بعدی نیاز به قدرت تصور بالایی دارند. این توانایی به ویژه در زمینه‌های علمی و مهندسی بسیار حیاتی است، چرا که بسیاری از طراحی‌ها و ساخت‌ها باید به صورت سه‌بعدی در ذهن طراح شکل بگیرد و سپس به واقعیت تبدیل شود.
درک هندسه فضایی همچنین برای مطالعه و فهمیدن پدیده‌های طبیعی و علمی نیز ضروری است. به عنوان مثال، در علم فیزیک، بسیاری از مفاهیم و نظریه‌ها بر پایه هندسه فضایی بنا شده‌اند. از حرکت سیارات در مدارها تا ساختار مولکولی مواد، همه و همه نیاز به درک عمیق هندسه فضایی دارند.
به طور کلی، هندسه فضایی نه تنها یک شاخه مهم و اساسی در ریاضیات است، بلکه به عنوان یک ابزار قدرتمند برای درک و تحلیل جهان سه‌بعدی اطراف ما عمل می‌کند. این علم به ما کمک می‌کند تا بهتر بفهمیم چگونه اشیاء در فضا حرکت می‌کنند، چگونه نیروها و وزن‌ها توزیع می‌شوند و چگونه می‌توانیم طراحی‌ها و ساختارهای پیچیده‌ای را ایجاد کنیم که در زندگی روزمره و علوم مختلف کاربرد دارند.
به عنوان نتیجه، می‌توان گفت که هندسه فضایی یکی از پایه‌های اساسی علم و فناوری است که نه تنها در دنیای نظری بلکه در کاربردهای عملی نیز اهمیت زیادی دارد. این شاخه از ریاضیات به ما ابزارها و روش‌هایی می‌دهد تا بتوانیم جهان سه‌بعدی را بهتر درک کنیم و از این درک برای بهبود زندگی و پیشرفت علم و فناوری استفاده کنیم. بنابراین، مطالعه و یادگیری هندسه فضایی برای هر فردی که به دنبال درک بهتر جهان پیرامون خود است، ضروری و مفید است.

## تاریخ
مبدا تاریخ هندسه فضایی به دوران یونان باستان برمی‌گردد. فیثاغورثی‌ها با مواد جامد منظم سروکار داشتند؛ اما هرم، منشور، مخروط و استوانه تا زمان افلاطونیان مورد مطالعه قرار نگرفتند. یوداکسوس اندازه‌گیری آنها را انجام داد و ثابت کرد که هرم و مخروط یک سوم حجم یک منشور و استوانه روی یک پایه و هم ارتفاع دارند. او احتمالاً همچنین کاشف دلیلی بود که نشان می‌داد حجم محصور شده توسط یک کره متناسب با مکعب شعاع آن است.

## تعریف موضوعات

### مساحت و حجم
حجم: به مقدار فضایی که یک جسم اشغال می‌کند حجم می‌گویند. واحد حجم برابر با واحد مکعب است. حَجم کمیتی از فضای سه‌بعدی است که با یک مرز مشخص محدود شده‌است برای نمونه فضای اشغالی یک ماده (جامد، گاز، مایع، پلاسما) یا شکل آن است. حجم، یک یکای فرعی در اس‌آی است که واحد آن، متر به توان ۳ (متر مکعب) می‌باشد. میزان حجم یک ظرف، برابر است با حجم سیالی که آن را پر می‌کند. برای محاسبه حجم، شکل‌های ۳ بعدی خاص، روابط مشخصی وجود دارد که برای شکل‌های ساده دارای نظم هندسی، روابط ساده هستند. برای شکل‌های پیچیده نیز رابطهٔ ساده‌ای برای محاسبه حجم، وجود ندارد؛ بنابراین از روش‌های انتگرالی می‌توان حجم را به‌دست‌آورد. حجم شکل‌های یک‌بعدی، مانند خط یا دوبعدی، مانند صفحه، صفر می‌باشد.
مساحت: نوعی کمیت است که مقدار سطح رویه اجسام سه‌بعدی و مقدار درونی اجسام دوبعدی را محاسبه می‌کند. واحد مساحت برابر با واحد مربع است. مساحت کمیتی است که وسعت یک ناحیه را روی صفحه یا روی یک سطح منحنی بیان می‌کند. مساحت ناحیه صفحه یا مساحت صفحه به مساحت یک لایه یا لایه مسطح اشاره دارد، در حالی که مساحت سطح به مساحت یک سطح باز یا مرز یک جسم سه بعدی اشاره دارد. مساحت را می‌توان به عنوان مقدار ماده‌ای با ضخامت معین که برای شکل‌دادن به مدلی از شکل لازم است یا مقدار رنگ لازم برای پوشاندن سطح با یک لایه درک کرد. این آنالوگ دو بعدی طول یک منحنی (یک مفهوم یک بعدی) یا حجم یک جامد (یک مفهوم سه بعدی) است.

### حجم‌ها هندسی و حجم‌ها غیرهندسی
حجم‌های غیر هندسی= حجم‌های غیر هندسی به حجم‌های پیچیده گفته می‌شود که حجم‌های آن سخت بدست آید. اما مساحت آنها را می‌توان بدست آورد اما کمی پیچیده‌است. برای بدست آوردن حجم‌های غیرهندسی ابتدا در یک لیوان بشر، آب می‌ریزیم. بعد که پر از آب کردیم و مقدار لیتر را اندازه‌گیری کردیم؛ جسم غیر هندسی را در آب می‌اندازیم با این روش آب بالا می‌آید، بعد مقدار آبی که با حجم غیر هندسی بالا آمده‌است را با مقدار آبی که از قبل تعیین شد کم می‌کنیم و بعد حجم آن را اندازه‌گیری و می‌نویسیم. ۰
حجم‌های هندسی= حجم‌های هندسی به اجسامی گفته می‌شود که بتوان برای آنها فرمول سطح و حجم نوشت. حجم آن اجسام هندسی را می‌توانیم به روش الگویابی با استفاده از تجزیه و تحلیل و اندازه‌گیری حجم اجزای متناظر و جمع‌بندی و فرمول‌بندی بدست آورد. همچنین برای پیدا کردن مساحت آن، ابتدا با تجزیه و گسترده کشیدن شکل به روش پیوسته و گسسته، مساحت اجزای آن را حساب می‌کنیم و با آنالیز فرمول آن را می‌نویسیم.
مثال= کره، هرم، منشور، چندوجهی، استوانه، مخروط و مکعب، چهاروجهی، متوازی السطوح

### تعریف منشور، کره، هرم، چندوجهی
تعریف منشور:منشور حجمی است که دارای دو قاعده وجه جانبی، راس و یال است. وجه‌های منشور مستطیلی است و تعداد وجه‌های آن با تعداد ضلع قاعده اش برابر است، تعداد راس‌های آن دو برابر وجه و تعداد یال سه برابر وجه منشور است. وجه‌های هرم با فرمولn+2بدست می آیو چون تعداد وجه هاب منشور همیشه دو تا بیشتر از وجه جانبی است چون دو وجه دیگر قاعده منشور هستند. منشور درهندسه، یک چندوجهی است که با یک قاعدهٔ n-ضلعی، انتقال‌یافتهٔ چندضلعی قاعده (درصفحه‌ای دیگر) و n وجه دیگر که لزوماً همه متوازی‌الأضلاع بوده و رأس‌های متناظر دو n-ضلعی را به هم متصل می‌کنند. همهٔ سطح مقطع‌های موازی با قاعده، یکسان هستند. منشورها با توجه به تعداد اضلاع قاعده‌شان نام‌گذاری می‌شوند؛ بنابراین به‌عنوان مثال، یک منشور با قاعدهٔ پنج‌ضلعی، منشور پنج‌ضلعی نامیده می‌شود. در تعریف منشور به هرم این است که منشور همان هرم است ولی راس آن در بی‌نهایت قرار دارد
تعریف هرم:هرم حجمی است که وجه‌های آن در یک نقطه قطع می‌شود و وجه‌های آن مثلثی شکل است که دارای یک قاعده است. وجه‌های هرم با فرمولn+1بدست می‌آید چودن هرم دارای یک راسی اضافه است. تعداد یال‌های هرم دوبرابر تعداد ضلع قاعده است. درواقع هرم شکلی سه‌بعدی است که از اتصال نقطه‌ای در فضا به تمام نقاط شکلی بسته در صفحه به وجود می‌آید. به آن نقطه، رأس هرم و به آن شکل مسطح، قاعده هرم گفته می‌شود. قاعده هرم، چندضلعی دلخواه است و سایر وجه‌ها مثلث‌هایی هم راس هستند که در رأس به یکدیگر متصل می‌شوند. خط قائمی که رأس را به قاعده متصل می‌کند، ارتفاع هرم نامیده می‌شود. از معروف‌ترین سازه‌های جهان به شکل هرم، می‌توان به اهرام ثلاثه مصر اشاره کرد.
تعریف کره:کره یک جسم هندسی کاملاً گرد در فضای سه بعدی است. برای نمونه توپ یک کره است. کره مانند دایره که در دو بعد است، در فضای سه بعدی یک کاملاً متقارن در گرداگرد یک نقطه‌است. تمام نقاطی که بر سطح کره جای دارند در فاصلهٔ یکسان از مرکز کره قرار دارند. فاصلهٔ این نقطه‌ها از مرکز کره، شعاع کره نام دارد و با حرف r نمایش داده می‌شود. بلندترین فاصله از دو سوی کره (که از درون کره عبور کند) قطر کره نام دارد. قطر کره از مرکز آن نیز می‌گذرد و در نه نتیجه اندازهٔ آن دو برابر شعاع است. کره مجموعه نقاطی از فضا است که دارای شعاع و قاعده دایره ای شکل است که یک چند وجهی منتظم است. کره حاصل دوران یک نیم دایره و دایره حول قطر است که در دایره به اندازه ۱۸۰درجه می‌چرخد و در نیم دایره به اندازه۳۶۰درجه می‌چرخد. وجه‌های کره بر اساس تقسیمی از مساحت آن که۳۶۰ درجه است به چندین درجه تقسیم می‌کنیم.
تعریف چندوجهی:چندوجهی یک شیء صلب هندسی در فضای سه بعدی است که وجه‌هایی صاف (هر وجه در یک صفحه) و ضلع‌ها یا یال‌هایی واقع بر خط راست دارد. تا کنون تعریف واحدی برای آن ارائه نشده‌است. چهاروجهی از انواع هرم است و مکعب نمونه‌ای از یک شش وجهی است. چندوجهی می‌تواند محدب یا غیر محدب باشد. چندوجهی‌هایی مثل هرم و منشور را با می‌توان اکستروژن (بیرون کشیدن) چندضلعی‌های دوبعدی ساخت. تنها تعداد محدودی از چندوجهی‌های محدب با وجوه منتظم و شکل گوشه‌های برابر می‌تواند وجود داشته باشد که شامل اجسام افلاطونی و اجسام ارشمیدسی می‌شود. برخی اجسام ارشمیدسی را می‌توان با بریدن هرم راس اجسام افلاطونی ساخت. به دلیل سادگی ساختن، در غالب آثار معماری مانند گنبدهای ژئودزیک و اهرام از چندوجهی‌ها استفاده می‌شود. اخیراً نیز به علت استفاده از اشکال علاقه به سطوح چندوجهی افزایش یافته‌است. برخی مولکول‌ها و اتم‌های فشرده، به‌ویژه ساختارهای بلوری و هیدروکربن‌های افلاطونی و همچنین برخی شعاعیان شکلی شبیه اجسام افلاطونی دارند. از اجسام افلاطونی در ساخت تاس نیز استفاده می‌شود. چندوجهی‌ها ویژگی‌ها و انواع گوناگونی دارند و در گروه‌های تقارنی مختلفی جای می‌گیرند. با اعمالی روی هر چندوجهی می‌توان چندوجهی‌های دیگری ساخت. بعضی از آنها با هم روابطی دارند. چندوجهی‌ها از عصر حجر مورد توجه بوده‌اند. کره نیز از خانواده چندوجهی‌ها نیز به حساب می‌آید. مکعب، چهاروجهی، متوازی السطوح از حجم‌هاهای هندسی هستند که چندوجهی نیز به حساب می‌آید.

### مقطع مخروطی
در ریاضیات، یک مقطع مخروطی (یا به سادگی یک مخروطی، گاهی اوقات منحنی درجه دوم نامیده می‌شود) منحنی است که به عنوان تقاطع سطح یک مخروط با یک صفحه به دست می‌آید. سه نوع مقطع مخروطی عبارتند از هذلولی، سهمی و بیضی. دایره یک حالت خاص از بیضی است، اگرچه از نظر تاریخی گاهی اوقات آن را نوع چهارم می‌نامند. ریاضیدانان یونان باستان برش‌های مخروطی را مورد مطالعه قرار دادند که در حدود ۲۰۰ سال قبل از میلاد در کار سیستماتیک آپولونیوس پرگا بر روی خواص آنها به اوج رسید.

### فضای سه بعدی
در ریاضیات فضای سه بعدی فضای برداری دارای سه بعد و یک مدل هندسی از جهان فیزیکی است که در آن زندگی می‌کنیم. ابعاد سه‌گانه معمولاً به نام طول، عرض، و ارتفاع (یا عمق) شناخته می‌شوند اگر چه این نامگذاری اختیاری است.

### هندسه کروی
هندسه کروی شاخه ای از هندسه است که به سطح دو بعدی یک کره می‌پردازد. این نمونه ای از هندسه است که با هندسه اقلیدسی ارتباطی ندارد. کاربرد عملی هندسه کروی در زمینه هوانوردی و نجوم است. در هندسه اقلیدسی، خطوط مستقیم و نقاط مفاهیم اصلی هستند. در کره، نقاط به معنای معمول خود تعریف می‌شوند. در هندسه اقلیدسی، خطوط به معنای خط مستقیم نیستند، اما در مفهوم کوتاه‌ترین فاصله بین دو نقطه، خط مستقیمی مطرح می‌شود که به آن ژئودزیک می‌گویند. در یک کره، ژئودزیک‌ها دایره‌های بزرگی هستند. سایر مفاهیم هندسی در صفحه تعریف شده‌اند با این تفاوت که به جای دایره بزرگ از خط مستقیم استفاده می‌شود؛ بنابراین در هندسه کروی، زوایا بین دایره‌های بزرگ تعریف می‌شود و در نتیجه مثلثات کروی از بسیاری جهات با مثلثات معمولی متفاوت است. به عنوان مثال: مجموع زوایای داخلی یک مثلث بیش از ۱۸۰ درجه است. هندسه کروی هندسه بیضوی (ریمانی) نیست، اما این ویژگی که خطی از یک نقطه نمی‌تواند خطی موازی با آن داشته باشد، در هر دو مشترک است. در ایزومتریک هندسه کروی با هندسه اقلیدسی، خط از یک نقطه دارای خطی موازی با خود است و در ایزومتری با هندسه هذلولی، خط از یک نقطه دارای دو خط موازی با خود و بی‌نهایت است. مفاهیم هندسه کروی ممکن است برای کره دوکی به کار رود، اگرچه تغییرات جزئی باید در فرمول‌های خاصی انجام شود.

### مختصات کروی
در ریاضیات مختصات کروی، برای فضای سه بعدی است که در آن موقعیت یک نقطه با سه عدد مشخص می‌شود: فاصله شعاعی آن نقطه از یک مبدأ ثابت، زاویه قطبی آن اندازه‌گیری شده از یک جهت اوج ثابت، و زاویه متعامد برآمدگی متعامد آن بر روی صفحه مرجعی که از مبدأ می‌گذرد و متعامد به نقطه اوج است، از یک جهت مرجع ثابت در آن صفحه اندازه‌گیری می‌شود. می‌توان آن را نسخه سه بعدی سیستم مختصات قطبی دید.
استفاده از نمادها و ترتیب مختصات در منابع و رشته‌ها متفاوت است. این مقاله از کنوانسیون ISO که اغلب در فیزیک با آن مواجه می‌شود، استفاده می‌کند :فاصله شعاعی، زاویه قطبی و زاویه ازیموت را نشان می‌دهد. در بسیاری از کتاب‌های ریاضی، یا فاصله شعاعی، زاویه ازیموتال و زاویه قطبی را نشان می‌دهد و معانی θ و φ را تغییر می‌دهد. قراردادهای دیگری نیز استفاده می‌شود، مانند r برای شعاع از محور z، بنابراین باید دقت زیادی برای بررسی معنای نمادها انجام شود.
طبق قراردادهای سیستم‌های مختصات جغرافیایی، موقعیت‌ها با طول و عرض جغرافیایی و ارتفاع (ارتفاع) اندازه‌گیری می‌شوند. تعدادی سیستم مختصات آسمانی بر اساس صفحات بنیادی مختلف و با اصطلاحات مختلف برای مختصات مختلف وجود دارد. سیستم‌های مختصات کروی مورد استفاده در ریاضیات معمولاً به جای درجه از رادیان استفاده می‌کنند و زاویه آزیموتال را در خلاف جهت عقربه‌های ساعت از محور x به محور y اندازه می‌گیرند نه در جهت عقربه‌های ساعت از شمال (۰ درجه) به شرق (۹۰ درجه) مانند سیستم مختصات افقی . . زاویه قطبی اغلب با زاویه جایگزین می‌شودزاویه ارتفاع از صفحه مرجع اندازه‌گیری می‌شود، به طوری که زاویه ارتفاع صفر در افق باشد.
سیستم مختصات کروی سیستم مختصات قطبی دو بعدی را تعمیم می‌دهد. همچنین می‌توان آن را به فضاهای با ابعاد بالاتر گسترش داد و سپس به عنوان یک سیستم مختصات ابرکره ای نامیده می‌شود.

### مختصات استوانه ای
مختصات استوانه‌ای نوعی مختصات متعامد (عمود برهم) است که در آن یک نقطه، در فضا بر روی قاعدهٔ یک استوانه در نظر گرفته می‌شود. مکان آن نقطه بر اساس شعاع و ارتفاع استوانه (r و z) و زاویه‌ای که شعاع قاعده گذرنده از آن نقطه با محور x می‌سازد (θ)، بیان می‌شود. این دستگاه، در حالت دوبعدی، با حذف مختص z به مختصات قطبی تبدیل می‌شود. در فیزیک و به ویژه در مباحث الکترومغناطیس و مخابرات به جای r، θ، z به ترتیب از حروف ρ، φ، z استفاده می‌شود.

## جامدات و اجزای آن در هندسه فضایی[۲]
جامدات اشکالی هستند که هندسه جامد با آنها سروکار دارد و دارای عناصر مختلفی هستند:
- حجم، همان‌طور که در سه بعد توسعه می‌یابند
- چهره (فقط برای جامدات با سطوح صاف، در مورد جامدات با سطوح منحنی این تعریف ممکن نیست)
- لبه‌ها :لبه‌ها از تشکیل راس و یال به وجود می‌آید
- رئوس :راس‌های اشکال چندوجهی دارای نقاطی هستند که یال‌های چندوجهی را تشکیل داده‌است.
- زوایای دو وجهی:زاویه ای است که بین دو وجه تشکیل می‌شود.
- زاویه فضایی :زاویه ای است که درون شکل حجمی قرار دارد.

حجم تمام فضای داخل شکل جامد است. برخلاف منطقه به سه بعد تقسیم می‌شود. تا آنجا که به چند وجهی مربوط می‌شود، «صورت» هر یک از اشکال هندسی یا چندضلعی است که حجم آن را محدود می‌کند. نواحی تمام وجوه چند وجهی، وقتی با هم جمع شوند، مساحت سطح جامد را به دست می‌دهند. هر صورت با یک چند ضلعی نشان داده می‌شود که می‌تواند منظم یا نامنظم باشد. حداقل تعداد چهره‌های مورد نیاز برای ساخت یک چند وجهی ۴ است. لبه قطعه تقاطع بین دو وجه چند ضلعی است؛ یعنی لبه‌ها با تقاطع بین وجه‌ها به دست می‌آیند، بنابراین در چند وجهی قطعاتی هستند که نشان دهنده اضلاع وجوه هستند. «راس» نقطه ای در هندسه است که در آن حداقل سه وجه از یک چندوجهی همگرا می‌شوند؛ بنابراین از تقاطع سه یا چند لبه مختلف تشکیل می‌شود. زاویه دو وجهی" همانطور که از نام آن پیداست، زاویه سه بعدی است که توسط دو وجه و لبه بین آنها تشکیل شده‌است. به طور کلی، یک زاویه دو وجهی از تقاطع دو صفحه در فضا ایجاد می‌شود. در مورد چند وجهی از تلاقی دو وجه ایجاد می‌شود. " "زاویه" ناحیه ای از فضا است که با ۳ یا چند وجه محدود شده‌است که به سمت یک راس همگرا می‌شوند. حداقل تعداد وجه‌های لازم برای تشکیل زاویه ۳ است. اندازه آن با مجموع تمام زوایای راس که آن را تشکیل می‌دهند به دست می‌آید. برای ساختن یک چندوجهی محدب، زوایای آن همیشه باید کمتر از ۳۶۰ درجه باشد
چندوجهی به چندوجهی نامنظم، منشور و اهرام تقسیم می‌شود. در حالی که اجزای مختلف اولی به نظر از قانون خاصی از ترکیب پیروی نمی‌کنند، دومی همیشه توسط دو شکل‌های صفحه تشکیل می‌شوند که به‌عنوان پایه عمل می‌کنند (منظم یا نامنظم، اما در هر صورت برابر با هر کدام). دیگر) و تعدادی متوازی الاضلاع برابر با تعداد اضلاع شکل‌های اصلی است. از سوی دیگر، اهرام توسط یک شکل صاف که به عنوان قاعده عمل می‌کند (مانند قبل، منظم یا نامنظم) و توسط تعدادی مثلث برابر با تعداد اضلاع تشکیل می‌شوند. پایه؛ تمام مثلث‌های فوق دارای یک راس مشترک هستند.